# Benjamín Navarro Alameda
Benjamín Navarro Alameda (Santo Domingo de Silos (Burgos), 13 de abril de 1886-Getafe, (Madrid), 4 de abril de 1953) fue un científico español y religioso calasancio.

## Obras
- “De relatividad,” Revista Calasancia, 10 (1922), pp. 38– 47.
- El porvenir del aire: Nuestra Revista II (1922) n. 5, pp. 69-71
- La evolución: Nuestra Revista II (1922) n. 9, pp. 134-136
- Comentario filosófico-teológico a la carta de Santo Tomás sobre el modo de estudiar fructuosamente. Almagro, Tip. del Rosario 1925
- La vida en la materia: AcC (1926) pp. 64-68, 101-107
- La verdadera solución del problema de la evolución: AcC (1927) pp. 251-254, 299-302.
- Colabora en ReC (sec. Bibliografía científica, Variedades científicas, Actualidad científica, etc.)
- Texto de religión. Curso 1.°. Santander, Aldus 1934
- Texto de religión. Curso 2.°. Madrid, Chulilla y Ángel 1935).